# Tanjung Baru (Darul Hasanah)
Tanjung Baru is een bestuurslaag in het regentschap Aceh Tenggara van de provincie Atjeh, Indonesië. Tanjung Baru telt 631 inwoners (volkstelling 2010).